# Mantena (gemeente)
Mantena is een gemeente in de Braziliaanse deelstaat Minas Gerais. De gemeente telt 27.580 inwoners (schatting 2009).

## Aangrenzende gemeenten
De gemeente grenst aan Central de Minas, Itabirinha, Mendes Pimentel, Nova Belém, São João do Manteninha en de deelstaat Espírito Santo.